# Maple Springs Ranger Station
Pour les articles homonymes, voir Maple (homonymie).
 (mars 2020).
La Maple Springs Ranger Station est une station de rangers du comté d'Edmonson, dans le Kentucky, aux États-Unis. Protégée au sein du parc national de Mammoth Cave, elle a été construite par le Civilian Conservation Corps dans le style rustique du National Park Service en 1942. Elle est inscrite au Registre national des lieux historiques depuis le 8 mai 1991.